# Замок Шантийи

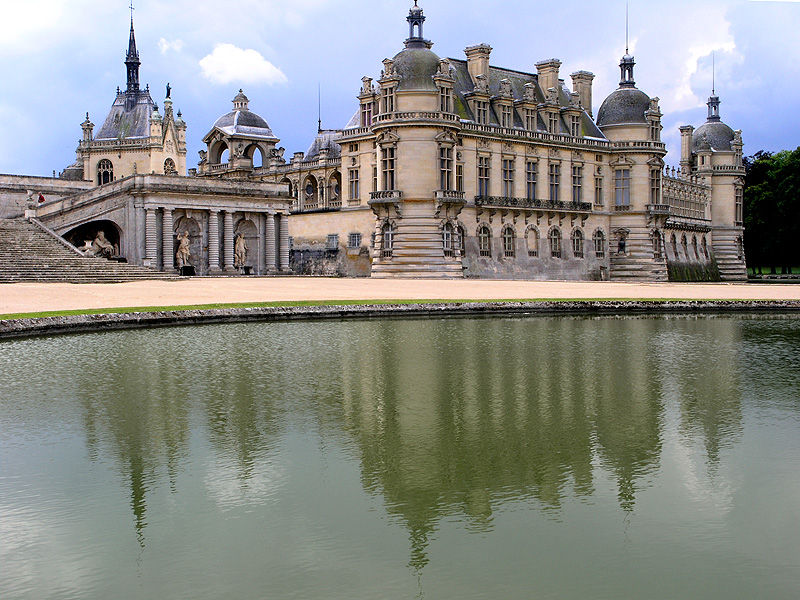
Вид со стороны пруда.

Шантийи (фр. Château de Chantilly) — одна из наиболее значительных аристократических резиденций Франции эпохи старого порядка. Находится недалеко от Парижа в коммуне Шантийи (департамента Уаз), в долине реки Нонетт, притока реки Уазы.

## Архитектура
Шантийи состоит из нескольких построек, обрамлённых обширным парком, который разбил великий Ленотр. Наибольшую историческую ценность представляет Малый замок, сохранившийся с XVI века (создатель — архитектор Жан Бюллан). Новый замок (Шато д’Ангьен) — неоренессансная постройка 1876-80 годов, вольно воспроизводящая архитектурные формы Большого замка, возведённого бароном Монморанси в 1528-31 гг. и разрушенного во время революционных волнений. Проектированием Нового замка занимался архитектор Оноре Доме; его стиль может быть определён как бозар.

## Владельцы

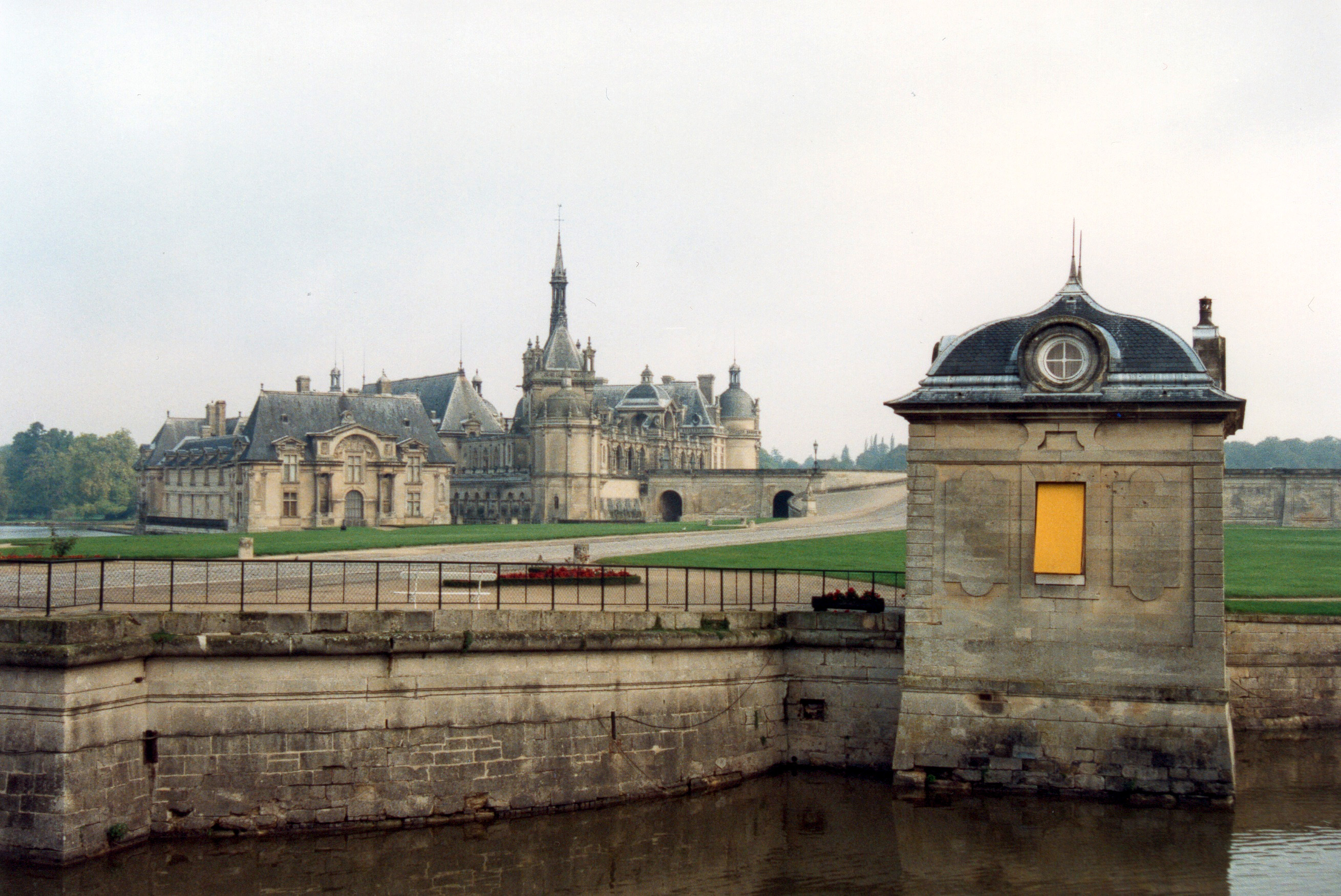
Замок Шантийи, вид с парадного въезда в поместье, слева Малый замок, справа Новый замок.

История поместья начинается в 1484 году, когда Шантийи становится достоянием рода Монморанси. Наибольший вклад в создание архитектурного ансамбля усадьбы внёс коннетабль Анн де Монморанси, конная статуя которого возвышается перед дворцом.
Коннетабль и его наследники привлекали в Шантийи художественный цвет Франции. Так, именно на них работал лучший французский художник того времени Франсуа Клуэ, и именно в их поместье состоялась премьера первой оригинальной пьесы Мольера — «Смешные жеманницы».
В 1632 году за содействие мятежному герцогу Гастону Орлеанскому внук коннетабля, Генрих II де Монморанси, был предан смертной казни. Конфискованное поместье перешло к его сестре Шарлотте и её супругу — принцу де Конде. Их потомки продолжали носить титул герцога Монморанси и жить в Шантийи вплоть до пресечения рода после расстрела герцога Энгиенского в 1804 году.
Среди нежилых построек в Шантийи наиболее значительны памятники «галантного века», включая знаменитый ипподром, на котором до сих пор проводятся скачки. Обширное здание конюшен было заложено в 1719 году принцем Конде, который, по воспоминаниям современников, верил, что в следующей жизни станет лошадью. Ныне в этом здании открыт Музей лошади, владеет которым Ага-хан IV. На его же средства была осуществлена дорогостоящая реставрация салона со стенами, расписанными изображениями резвящихся мартышек.
После смерти последнего принца Конде в 1830 году замок достался герцогу Омальскому; последний завещал его вместе с драгоценной библиотекой и картинной галереей Французскому институту. В 1894 году коннетаблю Анну де Монморанси здесь была поставлена конная статуя. В годы Первой мировой войны Шантийи облюбовал в качестве загородной резиденции маршал Жозеф Жоффр. В замке проводились международные конференции союзников, в том числе и с участием русских представителей по выработке плана совместных действий в Первую Мировую войну.

## Музей Конде в Шантийи
В собрании музея Конде, помимо личных вещей принцев Конде, выставлены их художественные сокровища — сотни рукописных и первопечатных книг (включая уникальный нотный кодекс с музыкой ars subtilior и Гуттенбергову Библию), редкостное собрание фарфора и «Великолепный часослов герцога Беррийского» — прославленная иллюстрированная рукопись XV века. Вместе с многочисленными гравюрами и картинами Боттичелли, Клуэ, Пуссена и других старых мастеров эта коллекция была завещана Французскому институту герцогом Омальским.

Шедевры коллекции
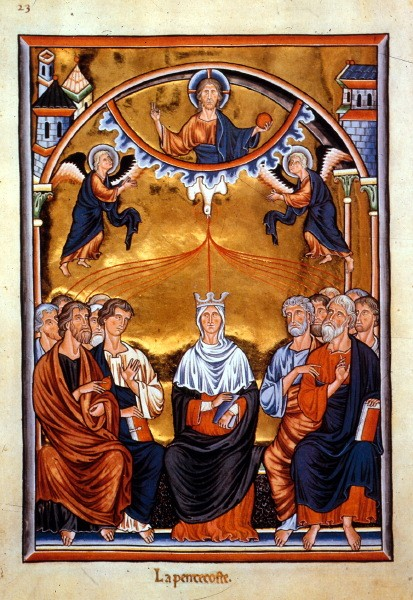
Страница Ингеборговой Псалтыри[фр.]
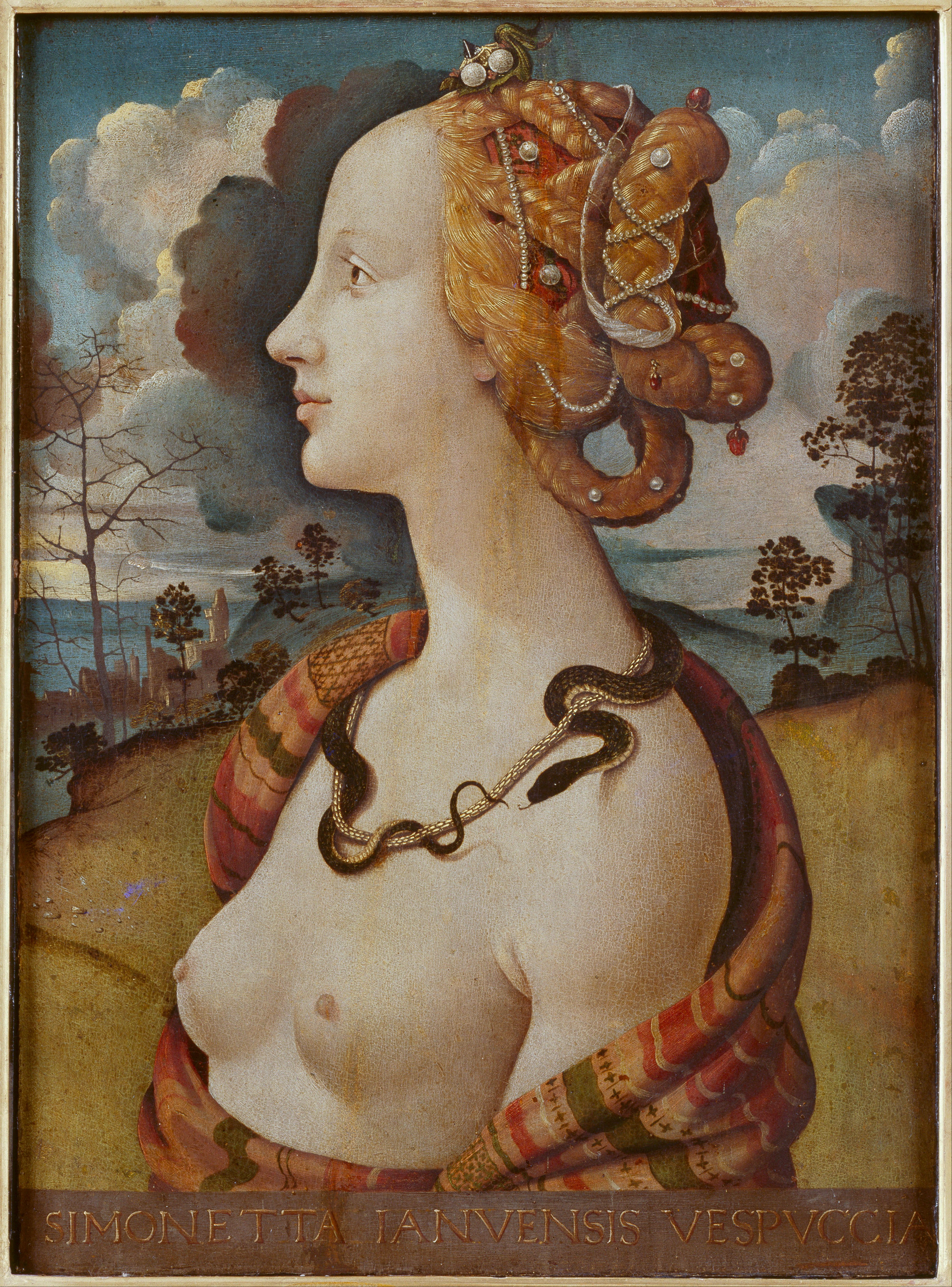
Пьеро ди Козимо. Портрет Симонетты Веспуччи
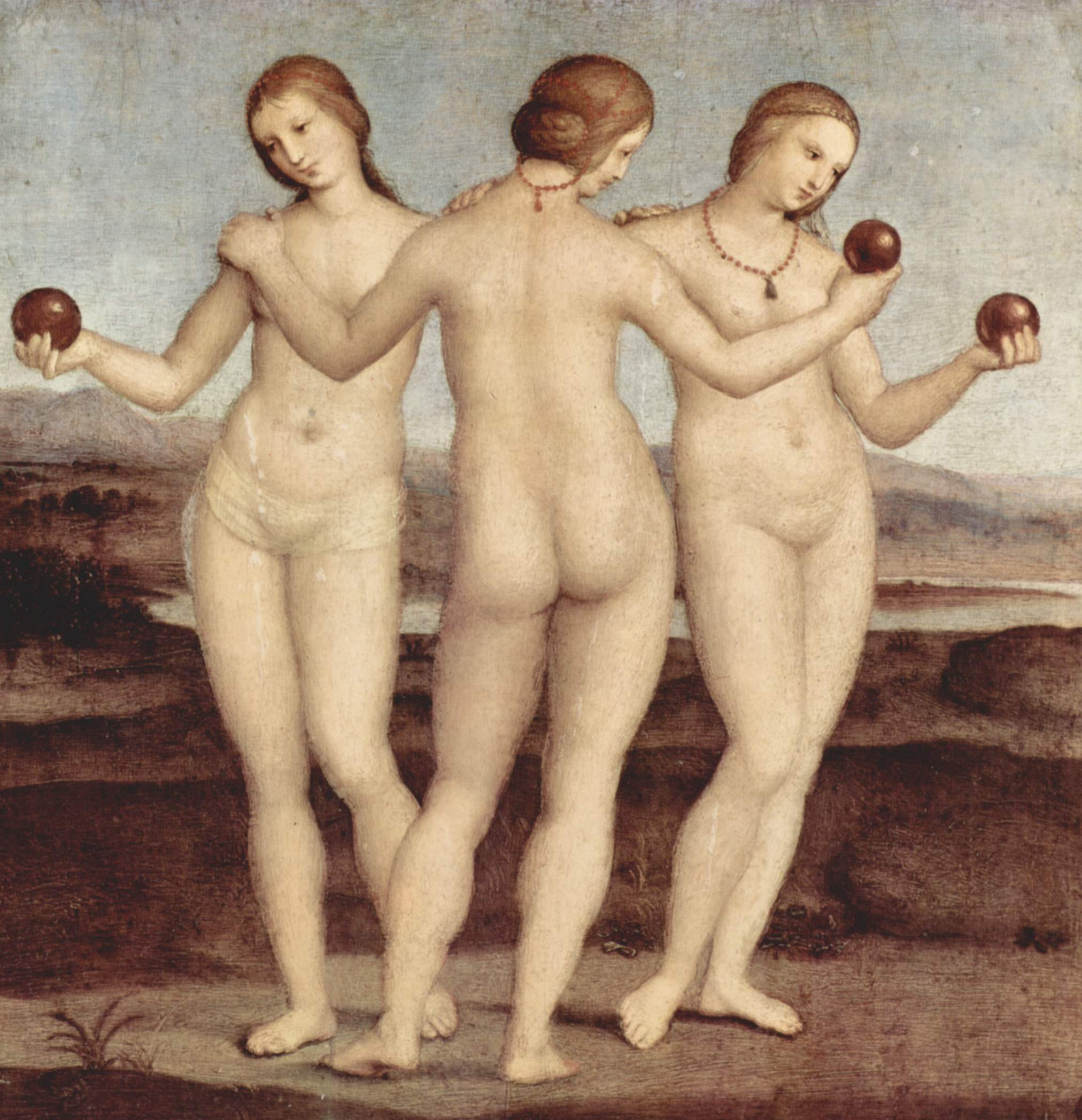
Рафаэль. «Три грации»
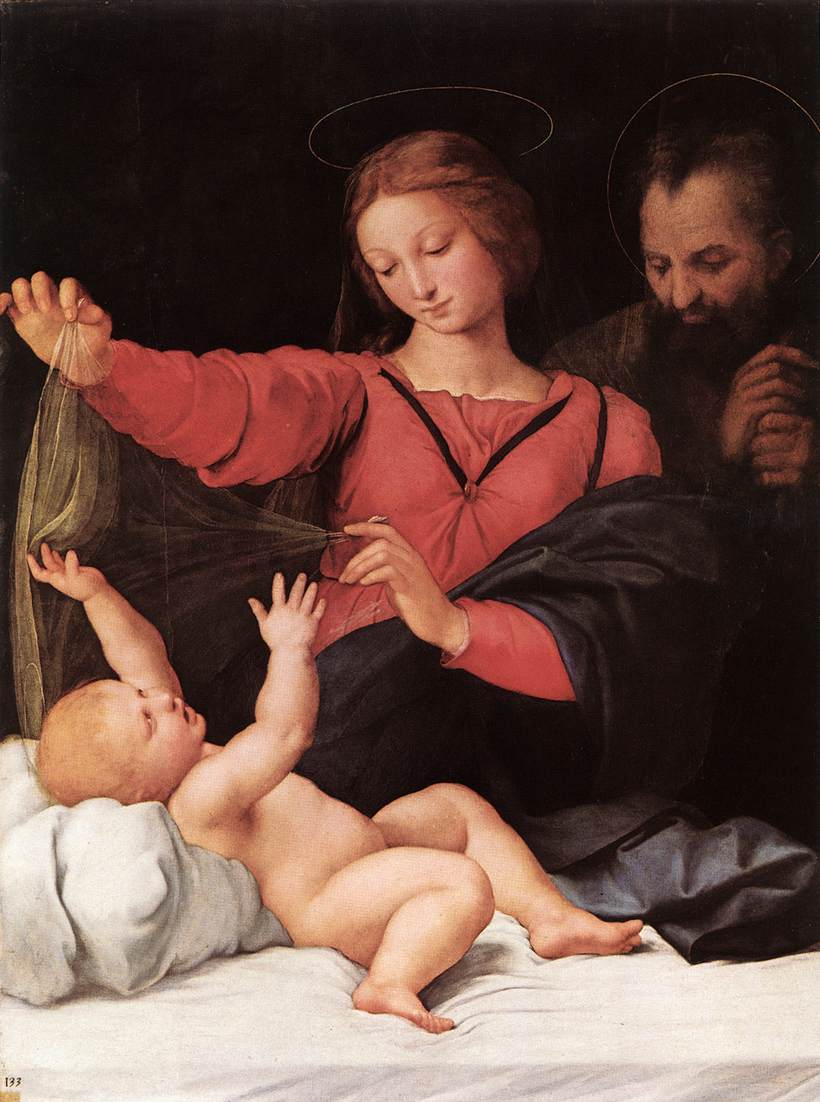
Рафаэль. «Мадонна с вуалью»
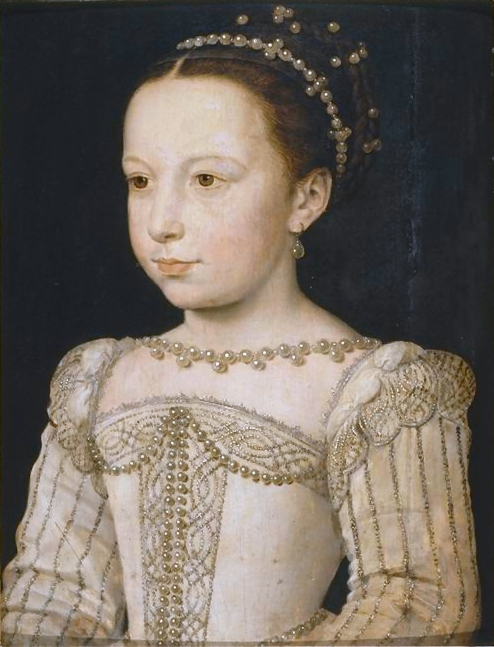
Франсуа Клуэ. Портрет Маргариты Наваррской
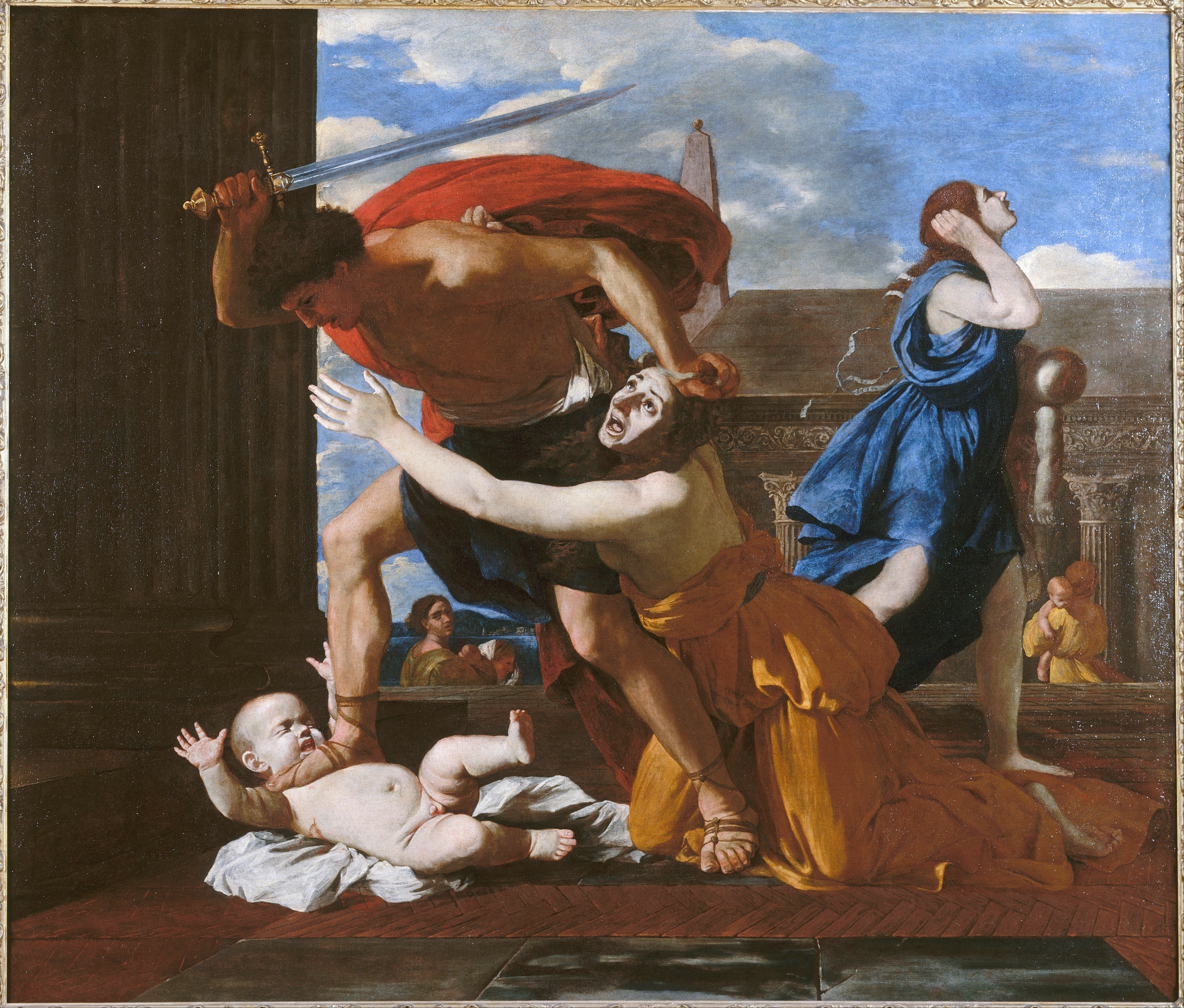
Пуссен. «Избиение младенцев»
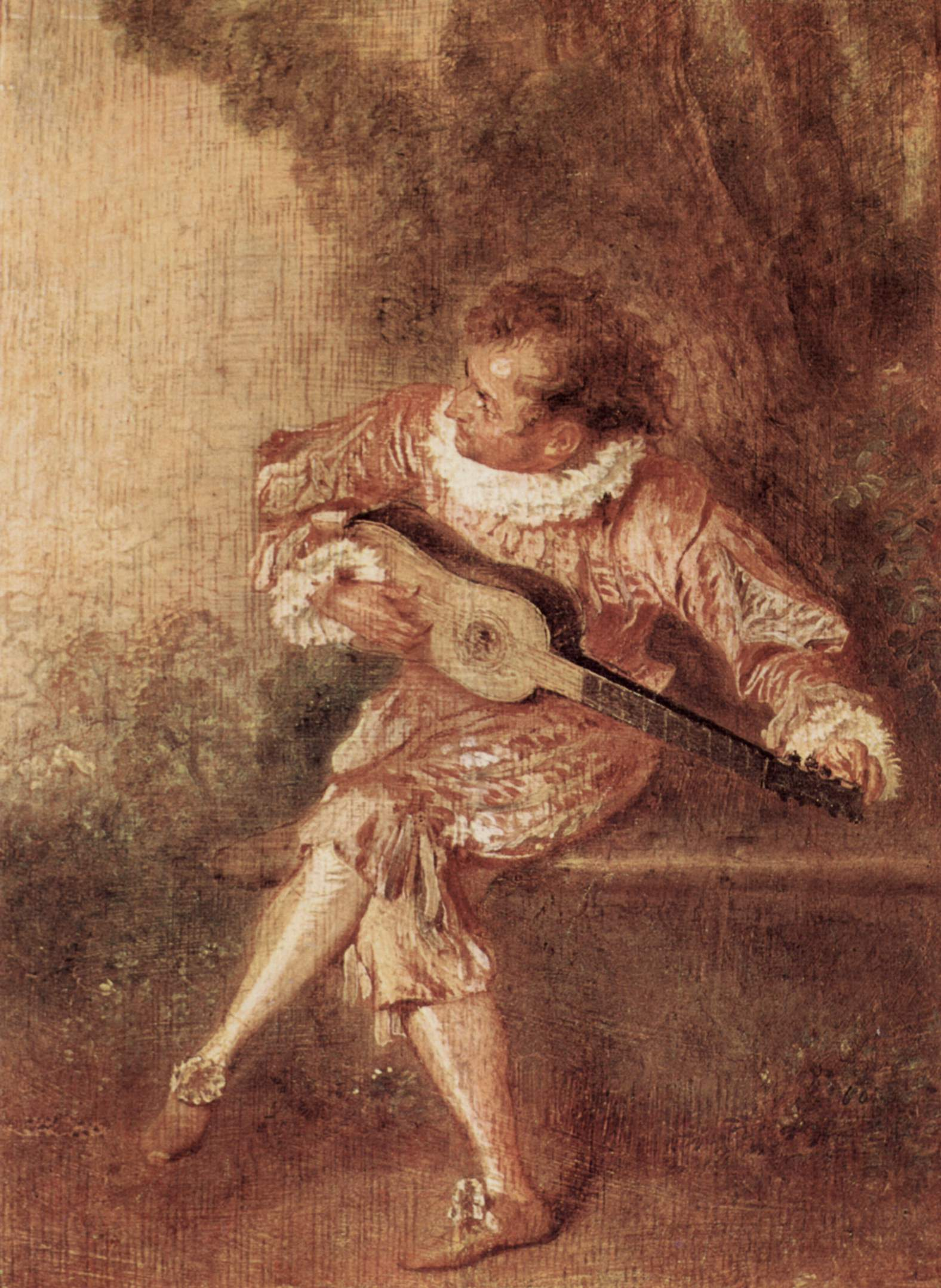
Ватто. «Серенада»
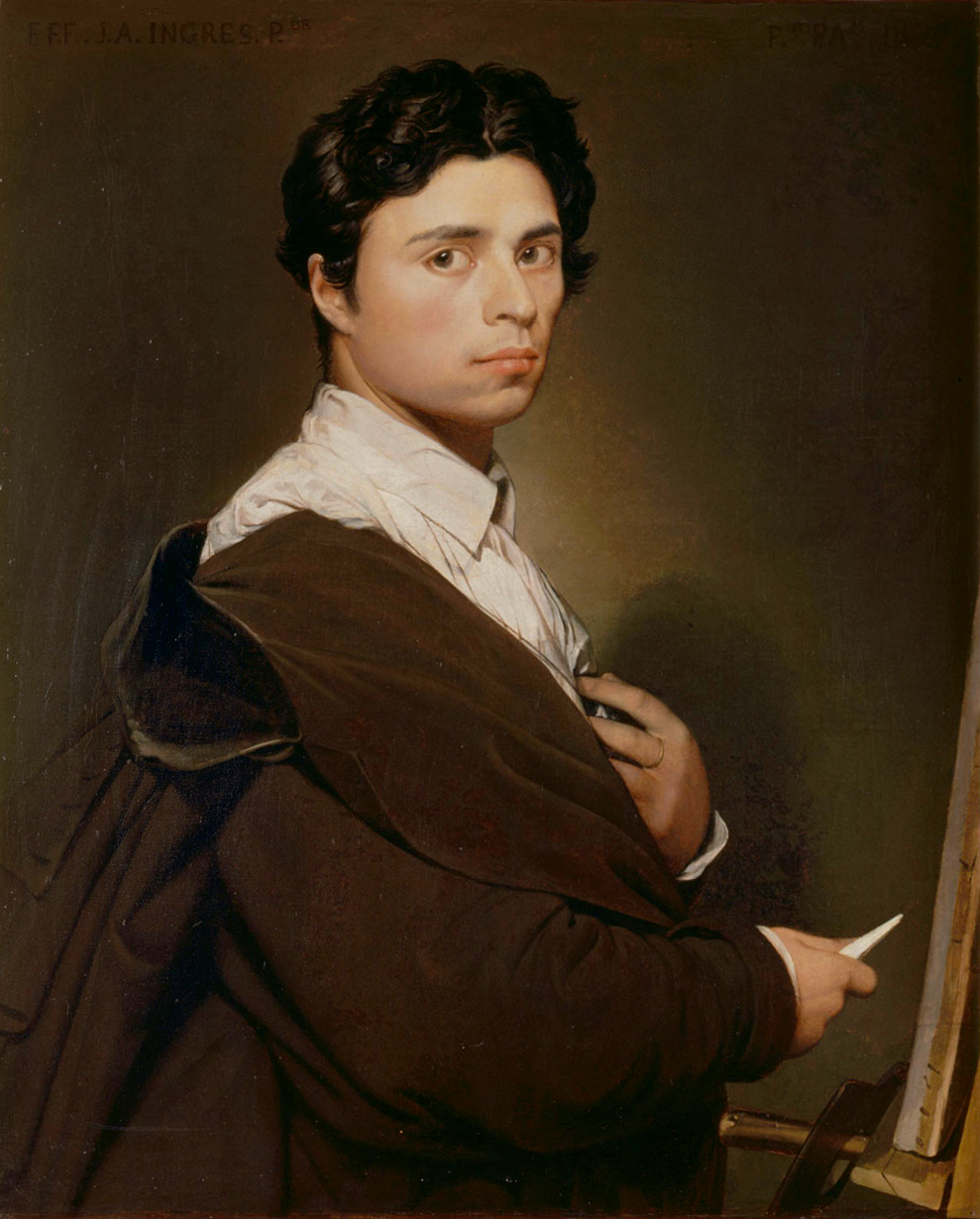
Автопортрет Энгра
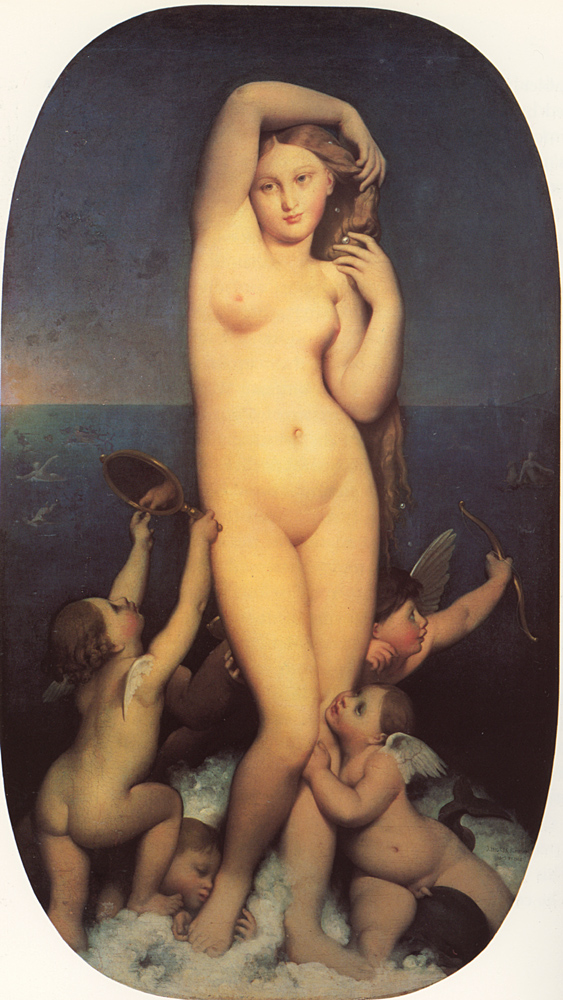
Энгр. «Венера Анадиомена»